# هارلکوئین

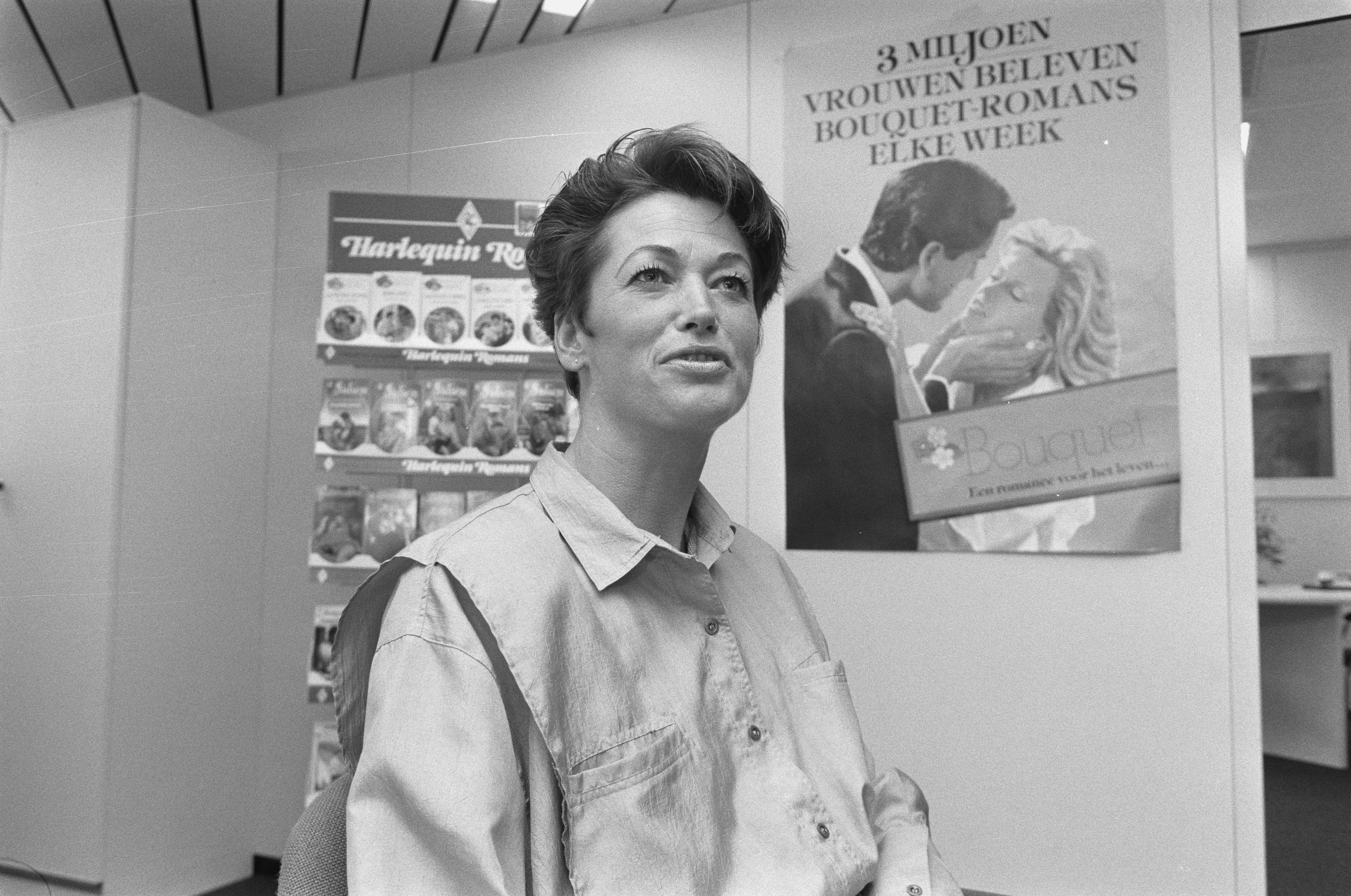
هارلکوئین (انگلیسی: Harlequin) شرکت انتشارات کانادایی است، که در سال ۱۹۴۹ توسط ریچارد بانیکاسل تأسیس شد و هم‌اکنون زیرمجموعه‌ای از شرکت انتشارات هارپرکالینز می‌باشد.